# 인천동춘초등학교
인천동춘초등학교는 대한민국 인천광역시 연수구에 있는 공립 초등학교이다.

## 학교 연혁
- 1970년 11월 3일 인천송도국민학교 동춘분교 설립 인가
- 1971년 3월 1일 인천송도국민학교 동춘분교 개교 (1, 2학년 4학급)
- 1975년 3월 1일 인천동춘국민학교 개교 (12학급)
- 1975년 3월 1일 초대 김의배 교장선생님 취임
- 1985년 3월 1일 인천동춘초등학교 병설유치원 1학급 인가
- 1996년 3월 1일 인천동춘초등학교로 교명 변경
- 1997년 3월 1일 특수학급 1학급 인가
- 2002년 9월 10일 전자도서관 개관
- 2005년 8월 31일 꿈나리 과학탐구실 현대화
- 2006년 8월 30일 꿈나리교실(보육프로그램) 운영
- 2007년 6월 1일 학교뒷담장 철거 및 생울타리 조성
- 2008년 9월 1일 급식소 및 다목적강당 준공
- 2009년 2월 27일 외벽 공사 및 교사 내외 도색 완료, 유치원 종일반 시설완공
- 2009년 3월 27일 장애우를 위한 엘리베이터 시설 완공
- 2010년 2월 28일 화장실 현대화 공사 및 별관 바닥공사
- 2010년 8월 18일 도서실 현대화사업(리모델링)
- 2011년 2월 11일 제36회 졸업식 (총졸업생 6,499명, 병설유치원 26회)
- 2011년 3월 1일 제16대 김철수 교장선생님 취임
- 2011년 3월 1일 31학급 편성(특수학급 1포함), 병설유치원 2학급 편성
- 2013년 2월 15일 제38회 졸업식(남 3,487명, 여 3,328명, 총 6,815명)
- 2013년 3월 1일 26학급 편성(특수학급 1학급 포함), 병설유치원 2학급 편성
- 2014년 1월 30일 교실마루바닥 교체
- 2014년 2월 14일 제39회 졸업식 (남 3,550명, 여 3,398명, 총 6,948명)
- 2014년 3월 1일 26학급 편성(특수학급 1학급 포함), 병설유치원 2학급 편성
- 2014년 3월 7일 Wee Class 교실 구축
- 2014년 8월 24일 운동장 놀이 시설 교체
- 2014년 9월 19일 돌봄, 유치원, 지원반 비상벨 설치
- 2015년 2월 14일 제40회 졸업식(남 3,615명, 여 3,453명, 총 7,066명)
- 2015년 3월 1일 24학급 편성(특수학급 1학급 포함), 병설유치원 2학급 편성
- 2015년 9월 1일 제17대 황병학

## 참고 자료
- 인천동춘초등학교 - 한국교육학술정보원 학교알리미